# Kim Ki-duk (director de cine nacido en 1934)
Kim Ki-duk (29 de septiembre de 1934 – 7 de septiembre de 2017) fue un director de cine y profesor surcoreano, conocido fuera de país por su film de 1967 Película de monstruos Taekoesu Yonggary. Aparte de esto, dirigió 66 películas desde su debut en 1961 hasta su retiro de la industria en 1977. Junto a Kim Soo-yong y Lee Man-hee, Kim fue uno de los integrantes de la oleada de jóvenes directores coreanos de la década de los 60. Su última película exitosa fue el melodrama (청춘영화 - cheongchun yeonghwa). No tiene ningún parentesco con el también director coreano Kim Ki-duk.

## Carrera
Kim Ki-duk estudió escritura creativa en la Universidad de Artes de Seorabeol, que posteriormente se convertiría en la Universidad Chung-Ang. Después de graduarse en 1956, Kim entró en la industria del cine, primero trabajando como ingeniero editorial. Trabajó como ayudante del director Kim So-dong en el film Hodong wangjawa Nakrang gongju en 1956. Su debut como director coincidió con la película 5inui haebyeong inspirada en la Guerra de Corea (1961), que coridigió con Kim Hwarang. Por este film, Kim recibió el premio al mejor director nobel de los Grand Bell Awards en 1962. Otros trabajaso de Kim son Cheonhailsaeg Yang Gwi-bi (1962), Gajeong gyosa (1963), Maenbaleui cheongchun (1964), Namgwa buk (1964), Maldishinbu (1966), Jongjeom (1966) Seommaeul seonsaeng (1967), Cheongchun gobaeg (1968), Guedae ileumeun (1968), Cheongchun gyosa (1972), Shigeodeun deolbjina malji (1972), Yu Gwan-sun (1974) y Yeonggwangui 9 hoimal (1977). Después de 1977, Kim Ki-duk se retiró de la dirección para dedicarse a ser profesor del departamento de cine del Instituto de las Artes de Seúl.